# Championnat du Chili de football 1955
Navigation
Saison précédente Saison suivante
La saison 1955 du Championnat du Chili de football est la vingt-troisième édition du championnat de première division au Chili. Les quatorze meilleures équipes du pays sont regroupées au sein d'une poule unique, où elles s'affrontent deux fois, à domicile et à l'extérieur; à l'issue de cette première phase, les huit premiers jouent la poule pour le titre, les six derniers la poule de relégation. Le dernier de la poule de relégation descend en Segunda Division et est remplacé par le champion de D2.
C'est le Club Deportivo Palestino qui remporte la compétition, après avoir terminé en tête du classement final, avec neuf points d'avance sur un trio composé de Colo Colo, du CF Universidad de Chile et du CD Everton de Viña del Mar. C'est le tout premier titre de champion du Chili de l'histoire du club.
La poule de relégation débouche sur une énorme surprise puisque c'est le tenant du titre, le CD Universidad Católica, qui termine dernier et qui doit donc descendre en Segunda Division.

## Les clubs participants
| - Deportes Magallanes - Colo Colo - Ferrobádminton - CF Universidad de Chile - Unión Española - Santiago Wanderers - CSD Rangers | - Club Deportivo O'Higgins - Promu de Segunda Division - CD Universidad Católica - Audax Italiano - CD Santiago Morning - CD Green Cross - CD Everton de Viña del Mar - Club Deportivo Palestino |

## Compétition
Le barème utilisé pour établir les différents classements est le suivant :
- Victoire : 2 points
- Match nul : 1 point
- Défaite : 0 point

### Première phase
| Rang | Équipe                     | Pts | J  | G  | N  | P  | Bp | Bc | Diff |
| ---- | -------------------------- | --- | -- | -- | -- | -- | -- | -- | ---- |
| 1    | Club Deportivo Palestino   | 40  | 26 | 16 | 8  | 2  | 69 | 39 | +30  |
| 2    | Unión Española             | 30  | 26 | 11 | 8  | 7  | 42 | 36 | +6   |
| 3    | CD Everton de Viña del Mar | 29  | 26 | 10 | 9  | 7  | 40 | 34 | +6   |
| 4    | CF Universidad de Chile    | 28  | 26 | 10 | 8  | 8  | 57 | 42 | +15  |
| 5    | Colo Colo                  | 28  | 26 | 10 | 8  | 8  | 49 | 39 | +10  |
| 6    | Audax Italiano             | 28  | 26 | 8  | 12 | 6  | 54 | 54 | 0    |
| 7    | CD Green Cross             | 27  | 26 | 9  | 9  | 8  | 45 | 41 | +4   |
| 8    | Deportes Magallanes        | 27  | 26 | 10 | 7  | 9  | 46 | 47 | -1   |
| 9    | Club Deportivo O'Higgins P | 26  | 26 | 9  | 8  | 9  | 45 | 53 | -8   |
| 10   | Santiago Wanderers         | 23  | 26 | 7  | 9  | 10 | 40 | 48 | -8   |
| 11   | CSD Rangers                | 22  | 26 | 5  | 12 | 9  | 36 | 45 | -9   |
| 12   | Ferrobádminton             | 19  | 26 | 4  | 11 | 11 | 46 | 59 | -13  |
| 13   | CD Santiago Morning        | 19  | 26 | 6  | 7  | 13 | 27 | 45 | -18  |
| 14   | CD Universidad Católica T  | 18  | 26 | 7  | 4  | 15 | 38 | 52 | -14  |

|  | Qualification pour la poule pour le titre         |
|  | Participation à la poule de relégation            |
|  | T : Tenant du titre P : Promu de Segunda Division |

### Deuxième phase
Les équipes conservent l'ensemble des résultats obtenus lors de la première phase. Elles ne rencontrent qu'une seule fois les équipes de leur poule de seconde phase.

#### Poule pour le titre
| Rang | Équipe                     | Pts | J  | G  | N  | P  | Bp | Bc | Diff |
| ---- | -------------------------- | --- | -- | -- | -- | -- | -- | -- | ---- |
| 1    | Club Deportivo Palestino   | 46  | 33 | 19 | 8  | 6  | 91 | 65 | +26  |
| 2    | Colo Colo                  | 37  | 33 | 14 | 9  | 10 | 72 | 55 | +17  |
| 3    | CF Universidad de Chile    | 37  | 33 | 14 | 9  | 10 | 76 | 59 | +17  |
| 4    | CD Everton de Viña del Mar | 37  | 33 | 13 | 11 | 9  | 59 | 48 | +11  |
| 5    | CD Green Cross             | 35  | 33 | 12 | 11 | 10 | 58 | 53 | +5   |
| 6    | Deportes Magallanes        | 34  | 33 | 12 | 10 | 11 | 58 | 58 | 0    |
| 7    | Unión Española             | 34  | 33 | 12 | 10 | 11 | 47 | 49 | -2   |
| 8    | Audax Italiano             | 33  | 33 | 9  | 15 | 9  | 66 | 70 | -4   |

|  | Champion du Chili 1955 |

#### Poule de relégation
| Rang | Équipe                     | Pts | J  | G  | N  | P  | Bp | Bc | Diff |
| ---- | -------------------------- | --- | -- | -- | -- | -- | -- | -- | ---- |
| 1    | Club Deportivo O'Higgins P | 33  | 31 | 12 | 9  | 10 | 57 | 64 | -7   |
| 2    | Santiago Wanderers         | 27  | 31 | 8  | 11 | 12 | 48 | 56 | -8   |
| 3    | CSD Rangers                | 27  | 31 | 7  | 13 | 11 | 44 | 52 | -8   |
| 4    | CD Santiago Morning        | 26  | 31 | 9  | 8  | 14 | 37 | 53 | -16  |
| 5    | Ferrobádminton             | 23  | 31 | 5  | 13 | 13 | 53 | 69 | -16  |
| 6    | CD Universidad Católica T  | 21  | 31 | 8  | 5  | 18 | 49 | 64 | -15  |

|  | Relégation en Segunda Division                    |
|  | T : Tenant du titre P : Promu de Segunda Division |

## Bilan de la saison
| Championnat du Chili de football 1955 |                                      |
| Champion                              | Club Deportivo Palestino (1er titre) |
| Promotions et relégations             |                                      |
| Promus en Primera División            | Club Deportivo San Luis              |
| Relégués en Segunda División          | CD Universidad Católica              |